# Hoplichthyden
Hoplichthyden (Hoplichthyidae) zijn een familie van straalvinnige vissen uit de orde van Schorpioenvisachtigen (Scorpaeniformes).

## Geslachten
- Hoplichthys G. Cuvier, 1829
- Monhoplichthys Fowler, 1938